# Apocalipsis 15
Apocalipsis 15 es el decimoquinto capítulo del Libro del Apocalipsis o Apocalipsis de Juan en el Nuevo Testamento de la Biblia cristiana. El libro se atribuye tradicionalmente a Juan el Apóstol, pero la identidad exacta del autor sigue siendo un punto de debate académico. Este capítulo incluye el himno de Moisés y el Cordero  e introduce a los siete ángeles que aparecen con siete plagas.

## Texto
El texto original fue escrito en griego koiné. Este capítulo está dividido en 8 Versículos; es el capítulo más corto del libro.

### Testigos textuales
Algunos manuscritos antiguos que contienen el texto de este capítulo son, entre otros:.
- Papiro 115 (c. 275 d. C.; existen los Versículos 1, 4-7)
- Papiro 47 (siglo III; completo)
- Codex Sinaiticus (330-360)
- Codex Alexandrinus (400-440)
- Codex Ephraemi Rescriptus (c. 450; completo)
- Papyrus 43 (siglo VI/XVII; existe el Versículo 8)